# Tanikaze Kajinosuke
Tanikaze Kajinosuke (ur. 8 września 1750, zm. 27 lutego 1795) – japoński rikishi żyjący w okresie Edo. Oficjalnie uznawany za czwartego yokozunę, jednakże jako pierwszy uzyskał ten tytuł za życia (razem z Onogawą). Zwyciężył 21 turniejów. Był on także trenerem Raidena Tameemona.

## Nawiązania w kulturze
Tanikaze Kajunosuke pojawia się w mandze Walkirie kresu dziejów – Record of Ragnarok, jako postać epizodyczna.